# 비스포스포네이트

비스포스포네이트의 일반적인 화학 구조. 작용기가 약물의 화학적 특성을 결정하며, 비스포스포네이트의 종류를 구별하는 기준이 된다. 이 화학 구조는 칼슘 수산화인회석에 대한 높은 친화력을 가져 빠르고 특이적으로 표적에 작용할 수 있다.

비스포스포네이트(bisphosphonates)는 골밀도 소실을 막는 데에 쓰이는 약물의 한 종류로, 골다공증이나 그와 비슷한 질환의 치료에 사용된다. 골다공증 치료에 가장 흔히 사용되는 처방약이다. 두 개의 포스폰산염(PO(OH)
2)을 가지므로 'bisphosphonate'이라고 한다. 접두사 'bis-' 대신 'di-'가 붙어 디포스포네이트(diphosphonates)라고도 한다.
여러 근거에서 비스포스포네이트는 골다공증을 가진 폐경후 여성의 골절 위험을 줄여 준다고 밝혔다.
뼈 조직은 지속적인 골재형성을 거치며, 뼈를 만드는 조골세포와 뼈를 파괴하는 파골세포의 균형(항상성)을 유지하고 있다. 비스포스포네이트는 파골세포가 사멸하도록 만들어 뼈가 분해되는 것을 억제하고, 따라서 골량의 소실을 줄인다.
비스포스포네이트 사용은 골다공증, (고칼슘혈증의 유무에 관계없이) 뼈 전이, 다발성 골수종, 일차성 부갑상샘기능항진증, 골형성부전증, 뼈파제트병, 뼈의 섬유이형성증, 그 외에 뼈를 약하게 만드는 여러 질환의 예방과 치료에 이용된다.

## 의학적 사용
골다공증과 파제트병에서 가장 대중적으로 쓰이는 일차 치료제인 비스포스포네이트는 알렌드로네이트와 리세드로네이트이다. 이 두 약물이 효과적이지 않거나 소화계 부작용이 생길 경우 파미드로네이트 정맥 주사를 이용할 수 있다. 비스포스포네이트 치료에 잘 반응하지 않는다면 그 외에 스트론튬 라넬레이트나 테리파라타이드가 쓰이기도 한다. 폐경기 여성에서는 비스포스포네이트 대신 선택적 에스트로겐 수용체 조절제(SERM)인 랄록시펜을 투여하기도 한다. 비스포스포네이트는 스테로이드 유도성 골다공증에서 척추골절의 위험을 낮추는 효과가 있다.

### 폐경후 골다공증
비스포스포네이트는 폐경후 골다공증의 일차 치료제로 권장된다.
비스포스포네이트로 장기간 치료 시 초기 3~5년 치료 후에 3~5년 동안 지속되는 골절 방지와 골밀도 향상 효과를 낸다. 비스포스포네이트의 일종인 알렌드로네이트는 고관절, 척추, 손목 골절을 35~39% 감소시키며, 졸레드로네이트는 고관절 골절 위험을 38%, 척추골절 위험은 62% 감소시킨다. 리세드로네이트도 고관절 골절의 위험을 줄이는 효과가 있다고 알려져 있다.
위험도가 낮은 사람들의 경우 경구 투여 5년 또는 정맥 투여 3년 후에 치료를 그만둘 수 있다. 고위험군에 속하는 사람들에서는 경구 투여 10년 또는 정맥 투여 6년 후에 치료를 멈출 수 있다.

### 암
비스포스포네이트는 유방암, 폐암, 다른 전이성 암이나 다발성 골수종 환자에서 골절과 뼈의 통증을 줄여주는 효과가 있다. 유방암 환자의 생존률을 개선하는지에 대해서는 근거가 엇갈린다. 2017년의 코크란 리뷰에서는 비스포스포네이트 치료가 초기 유방암 환자의 뼈로 암이 퍼질 위험을 줄여주지만, 진행성 유방암에서는 뼈 전이 위험을 줄이지 못한다고 밝혔다. 유방암 환자를 대상으로 한 비스포스포네이트 치료 관련 부작용은 경증이거나 드물다.
비스포스포네이트는 다발성 골수종과 전립샘암 환자의 사망률도 감소시킬 수 있다.

### 그 외
비스포스포네이트가 복합부위 통증 증후군 치료에 유용할 수 있다는 근거가 있다. 복합부위 통증 증후군은 높은 맥길통증설문(MPQ) 점수를 보이며 치료 효능이 낮고 국소적인 골다공증이 증상으로 나타날 수 있는 신경면역학적 질환이다. 2009년의 논문에 따르면 비스포스포네이트는 대조군 조절 연구에서 통계적으로 크게 치료를 통해 복합부위 통증 증후군을 개선시킨 유일한 약물이었다.
뼈 손실을 최소화하여 골형성부전증이 있는 어린이의 골절 비율을 줄이거나 귀경화증을 치료하기 위해 비스포스포네이트가 사용되어 왔다.
메드로네이트(R1=H, R2=H)와 옥시드로네이트(R1=H, R2=OH) 등의 다른 비스포스포네이트는 방사성 테크네튬과 혼합하여 주사하는데, 이는 뼈의 영상을 얻어 뼈에 생긴 질환을 찾아내는 데에 이용된다.

## 부작용
경구 비스포스포네이트는 위를 자극하며 식도의 염증과 미란을 일으킬 수 있다. 이는 경구 비스포스포네이트의 주된 문제점이다. 이러한 소화계 부작용은 약물 복용 후 30~60분 정도 똑바로 자세를 유지하여 어느 정도 예방할 수 있다. 정맥 비스포스포네이트는 첫 주입 후 발열과 독감 유사 증후군을 일으킬 수 있는데, 이는 비스포스포네이트가 사람의 γδ T세포를 활성화하기 때문이라고 생각된다.
암의 치료를 위해 정맥으로 비스포스포네이트를 투여한 경우 약제 관련 턱뼈괴사가 나타날 수 있다. 이때 위턱뼈보다 아래턱뼈에 2배 정도 자주 발병하며, 일부 암 환자를 대상으로 한 고용량 정맥 투여 이후에 대부분 발생한다. 60% 가량의 사례는 뼈와 관련된 치과 수술 이후에 발생하며, 따라서 감염이 일어날 수 있는 부위를 제거하기 위해 모든 치과 치료가 끝난 이후로 비스포스포네이트 치료를 미뤄야 한다고 제안되기도 했다. 비스포스포네이트 치료를 미루는 대신 수술 이전에 항생제를 사용할 수도 있다.
알레드로네이트와 리세드로네이트에 대하여 중증 뼈, 관절, 근골격계 통증이 여러 건 보고되기도 했다.
몇몇 연구들에서는 비스포스포네이트 사용이 심방세동의 위험 인자라고 밝혔으나, 이 연구들의 메타분석에서는 그와 상충되는 결론을 냈다. 2008년 기준 미국 식품의약국에서는 심방세동을 우려하여 비스포스포네이트 처방을 바꾸라고 권고하지는 않는다. 더 최근인 2014년 메타분석에서는 (특히 정맥으로 투여할 때) 비스포스포네이트와 심방세동 발생 간에 더 강한 상관관계를 발견하였다. 그러나 이때 입원으로 필요한 심방세동 위험은 크게 증가했지만 뇌졸중 발생이나 심혈관계 질환으로 인한 사망 위험이 함께 증가하지는 않았다.

## 화학
모든 비스포스포네이트는 포스폰산염-탄소-포스폰산염 골격을 공유한다. 두 개의 PO
3 (포스폰산염, phosphonate)이 탄소 원자와 공유 결합을 통해 연결되어 있다. 이러한 구조는 약물의 이름인 "bis-" + "phosphonate"와 그 기능을 모두 결정한다. 'Bis'는 분자에 두 개의 포스폰산염이 존재한다는 사실을 의미한다.
모식도에서 R2로 그려진 긴 곁사슬은 화학적 특성, 작용 원리, 약물의 효능 등을 결정한다. 짧은 곁사슬 R1(hook으로도 불림)은 화학적 특성과 약동학에 주로 영향을 미친다.

## 약리학

### 약동학
경구 제제를 통해 흡수됐거나 정맥으로 투여된 비스포스포네이트의 50%는 콩팥으로 배설된다. 나머지는 뼈 조직에 대해 아주 강한 친화성을 보여 빠르게 뼈의 표면에 흡착된다. 비스포스포네이트가 이렇게 한번 뼈에 붙게 되면 10년 이상의 아주 긴 반감기를 보인다.

### 작용 기전
비스포스포네이트는 구조적으로 피로인산염과 비슷하다. 그러나 피로인산염에서는 인 원자가 산소 원자와 결합해 있는 것과 달리, 비스포스포네이트에서는 중심에 탄소가 있고 두 개의 치환기(R1와 R2)가 탄소와 결합해 있다. 비스포스포네이트의 구조가 피로인산염과 비슷하기 때문에, 비스포스포네이트는 피로인산염을 이용하는 효소들의 활성화를 억제할 수 있다.
비스포스포네이트 기반 약물들의 특이성은 두 개의 포스폰산염과, 아마도 R1의 하이드록실기로 인해 생긴다. 이들은 칼슘 이온에 함께 작용한다. 비스포스포네이트 분자는 칼슘 이온에 잘 결합한다. 인체에서 칼슘을 가장 많이 저장하는 곳은 뼈로, 따라서 비스포스포네이트는 오직 뼈에만 높은 농도로 분포할 수 있다.
뼈 조직에 부착된 비스포스포네이트는 뼈 조직을 분해하는 세포인 파골세포에 의해 방출된다. 그 후 비스포스포네이트 분자는 파골세포에 붙어서 안으로 들어가고, 파골세포 안에서 골흡수에 필요한 세포내 효소 기능을 방해한다.
비스포스포네이트는 R2에 질소가 없는 비-질소함유성(non-nitrogenous)과 R2에 질소가 들어가 있는 질소함유성(nitrogenous)으로 나뉜다. 두 종류의 비스포스포네이트는 파골세포를 죽일 때 서로 다른 방식으로 작용한다.
| 종류          | 이름           | R1 | R2                    | 상대적 효능 (에티드로네이트를 1로 가정) |
| ------------- | -------------- | -- | --------------------- | --------------------------------------- |
| 비-질소함유성 | 에티드로네이트 | OH | CH3                   | 1                                       |
| 비-질소함유성 | 클로드로네이트 | Cl | Cl                    | 10                                      |
| 비-질소함유성 | 틸루드로네이트 | H  | p-클로로페닐싸이오    | 10                                      |
| 질소함유성    | 파미드로네이트 | OH | (CH2)2NH2             | 100                                     |
| 질소함유성    | 네리드로네이트 | OH | (CH2)5NH2             | 100                                     |
| 질소함유성    | 올파드로네이트 | OH | (CH2)2N(CH3)2         | 500                                     |
| 질소함유성    | 알렌드로네이트 | OH | (CH2)3NH2             | 500                                     |
| 질소함유성    | 이반드로네이트 | OH | (CH2)2N(CH3)(CH2)4CH3 | 1000                                    |
| 질소함유성    | 리세드로네이트 | OH | 3-피리딜메틸          | 2000                                    |
| 질소함유성    | 졸레드로네이트 | OH | 1H-이미다졸-1-일메틸  | 10000                                   |

#### 비질소함유성
비질소함유성 비스포스포네이트는 세포 안에서 ATP의 말단 피로인산염 절반을 대체하는 성분으로 대사되어, 세포 에너지 대사에서 ATP와 경쟁하지만 기능은 하지 않는 분자를 형성한다. 에너지 대사가 제대로 이루어지지 않으며 파골세포는 세포자살을 시작하고 결국 뼈의 분해가 전반적으로 감소한다. 이렇게 작용하는 비질소함유성 비스포스포네이트는 질소함유성 비스포스포네이트보다 더 많은 부정적인 효과를 나타내며, 따라서 훨씬 적게 처방된다.

#### 질소함유성

HMG-CoA 환원효소 경로

질소함유성 비스포스포네이트는 메발론산 경로(HMG-CoA 환원효소 경로)의 효소인 파르네실 피로인산염 합성효소(FPPS)에 결합하여 억제하는 방식으로 뼈 대사에 관여한다.
R1이나 R2에 아이소프렌 사슬이 포함된 비스포스포네이트는 제라닐제라닐 피로인산염 합성효소(GGPS1) 억제 에 대한 특이성을 얻는다.
FPPS에서 HMG-CoA 환원효소 경로가 억제되면 두 개의 대사산물인 파르네솔과 제라닐제라니올의 형성이 되지 않게 되는데, 이 두 물질은 몇몇 작은 단백질을 세포막 연결하는 데에 필수적이다. 이 현상을 프레닐화라고 하며 적절한 세포하 단백질 수송에 중요한 역할을 한다.
HMG-CoA 환원효소 경로를 억제하는 다른 약제로는 스타틴이 있다. 스타틴은 해당 경로의 속도제한단계에 작용하는 효소인 HMG-CoA 환원효소를 경쟁적으로 저해한다. 이로 인해 다음 단계의 대사산물인 메발론산이 만들어지지 않아 최종 산물인 콜레스테롤 생산이 저해된다. 비스포스포네이트와 달리 스타틴은 뼈 표면에 높은 친화성을 가지고 붙지 않으므로 뼈에 특이적으로 작용하지는 않는다. 그렇지만 일부 연구에서는 스타틴을 사용하는 환자들에서 골다공증의 지표인 골절 비율이 줄어들었으며 골밀도가 증가하기도 했다고 보고했다. 골다공증 치료에서 스타틴의 전반적인 효능에 대해서는 아직 논란이 남아 있다.

## 역사
비스포스포네이트는 19세기에 개발되었으나 1960대에 처음으로 뼈 대사 장애에 사용하기 위해 연구되었다. 의학적으로 쓰이지 않았던 용도로는 오렌지 과수원에서 쓰이는 관개 시스템에서 물을 부드럽게 하는 것이 있다. 초기에 비스포스포네이트가 사람에게 임상적으로 사용된 근거는 주된 뼈 무기질인 수산화인회석의 용해를 막아, 뼈 손실을 방지하는 능력이었다. 1990년대에는 MSD에서 처음으로 알렌드로네이트를 출시했으며 이때 비스포스포네이트의 실제 작용 기전도 입증되었다.